# Il segreto di Luca
Il segreto di Luca è un romanzo di Ignazio Silone, pubblicato nel 1956.
Uscito nell'anno della Rivoluzione ungherese (e della conseguente occupazione sovietica condannata da Silone), il libro fu inizialmente emarginato dalla critica italiana marxista, ma ebbe molto successo all'estero. Fu compreso e rivalutato nel decennio successivo.

## Trama
Luca Sabatini ritorna al paese natale in Abruzzo dopo quarant'anni di prigione: il vero colpevole del delitto ha confessato in punto di morte. L'intero borgo però non perdona a Luca quel presunto "peccato" che è stato foriero di rovina per tutti, né gli perdona di non aver tentato di difendersi. Uomo mite, Luca sopporta la solitudine sorretto dal segreto ricordo di un amore impossibile. Solo Andrea Cipriani, antifascista e capo partigiano appena tornato dall'esilio, cerca di comprendere, attraverso un'ostinata e difficile inchiesta contro omertà irriducibili, le ragioni dell'ingiustizia che ha straziato la vita di Luca.

### I luoghi
L'intera vicenda si svolge a Cisterna dei Marsi e a Perticara due paesini immaginari della Marsica; la parrocchia di Cisterna era retta dal giovane Don Franco, che aveva sostituito l'oramai pensionato Don Serafino. Durante l'assenza di Luca, Cisterna viene sconvolta da 2 guerre e un terremoto cosicché appare totalmente cambiata agli occhi di Luca al momento del ritorno. L'ambientazione è all'incirca negli anni cinquanta.

## Personaggi
- Luca è il protagonista. La sua psicologia è molto complessa: egli mostra anche grande sensibilità nel preferire la pena di 40 anni di carcere per rispetto verso i teneri sentimenti d'Ortensia.
- Andrea Cipriani è un importante uomo politico il cui padre era stato grande amico di Luca. Egli rinuncia ai suoi impegni politici per saperne di più sul caso dell'ex-ergastolano. Egli confida di aver aiutato la madre di Luca a scrivere le lettere per il figlio durante gli anni di carcere. Giovane, alto e snello, con un berretto basco come copricapo, in maniche di camicia e calzoncini corti, e tutto polveroso per via della motocicletta.
- Don Serafino è l'ex parroco del paese. Ha un ruolo importante nella storia poiché è uno dei pochi testimoni ancora in vita della vicenda che coinvolse il protagonista. Il suo ruolo durante le indagini di Andrea è fondamentale dato che è lui a rivelare la relazione con Ortensia.
- Don Franco è il parroco in attività di Cisterna che però non ha un ruolo di grande importanza nella vicenda. Viene descritto da Silone come un uomo attento più ai bisogni materiali che a quelli spirituali.
- La madre di Luca (Teresa) è citata spesso nella storia ma non ha un ruolo attivo: ella muore prima del ritorno del figlio a Cisterna.
- Il sindaco di Cisterna è citato all'inizio del racconto, per il "rinnovo" (con l'aiuto di Andrea) di Cisterna.
- Toni è un bambino povero che gironzola attorno alla casa di don Serafino, e quindi vive la vicenda del ritorno di Luca da vicino. Egli è la prima persona che entra in contatto con Luca al suo rientro a Cisterna.
- Gelsomina sorella di Lauretta che aiuterà Andrea nella sua indagine. Lei è molto legata alla sorella e al partito, e per questo molte sue decisioni verranno o furono prese in base alle convenienze del partito.
- Ludovico è un vecchio contadino, uno strano ex mugnaio da quando aveva dovuto fermare la mola del suo mulino ad acqua per la concorrenza di quello elettrico. È uno dei pochi a conoscere Luca e a saperne la storia e i motivi del suo silenzio.

## Opere derivate
- Nel 1969 Ottavio Spadaro ne diresse l’omonimo sceneggiato in 4 puntate trasmesso dalla RAI e interpretato da Turi Ferro e Riccardo Cucciolla[6][7].

## Edizioni
In lingua italiana
- Ignazio Silone, Il segreto di Luca: romanzo, Milano: Mondadori, 1956
- Ignazio Silone, Il segreto di Luca, introduzione di Claudio Marabini, Milano: A. Mondadori, 1967
- Ignazio Silone, Il segreto di Luca, a cura di Luigi Marini, Milano: Edizioni scolastiche Mondadori, 1973
- Ignazio Silone, Fontamara; Pane e vino; Il seme sotto la neve; Una manciata di more; Il segreto di Luca, Milano: A. Mondadori, 1982
- Ignazio Silone, Il segreto di Luca, introduzione di Geno Pampaloni; cronologia a cura di Paola Melo, Milano: Biblioteca universale Rizzoli, 1989
- Ignazio Silone, Il segreto di Luca, a cura di Teresa Maddi, Milano: A. Mondadori, 1990
- Ignazio Silone, Il segreto di Luca, introduzione di Giulio Cattaneo, Roma: Biblioteca economica Newton, 1996

In altre lingue
- (ES)  El secreto de Luca, Ignazio Silone; traduccion de Juan Rodolfo Wilcock, Buenos Aires: La Isla, 1957
- (ES)  El secreto de Lucas, Ignazio Silone; traduccion de Jose Vila Selma, Madrid: Cid, 1958
- (NL)  Het Geheim van Luca, Ignazio Silone; uit het Italiaans Vertaald door Bert Stoop, Amsterdam: N. V. De Arbeiderspers, 1958
- (PT)  O segredo de Luca, traduçao de Egipto Gonçalves; prefacio de Manuel do Nascimento, Lisboa: Arcádia, 1959
- (DE)  Das Geheimnis des Luca: roman, München: Deutscher Taschenbuch Verlag, 1962
- (FR)  Le secret de Luc: roman, traduit de l'italien par Jean-Paul Samson, Paris: Del Duca, 1970
- (DE)  Das Geheimnis des Luca: roman, Koln: Kiepenheuer & Witsch, 1988
- (HU)  A titok: regény, Ignazio Silone, Budapest: Nagyvilág, 1999